# Gérard Joseph
Gérard Joseph (né le 22 octobre 1949 en Haïti) est un footballeur international haïtien qui évoluait au poste de gardien de but.

## Biographie

### Carrière en équipe nationale
Avec l'équipe d'Haïti, il joue entre 1973 et 1981.
Il figure dans le groupe des sélectionnés lors de la Coupe du monde de 1974. Il ne joue toutefois aucun match lors du mondial organisé en Allemagne. 
Il dispute deux matchs, contre Cuba et Salvador, rentrant dans le cadre des éliminatoires du mondial 1982.